# 3676 Ган
3676 Ган (3676 Hahn) — астероїд головного поясу, відкритий 3 квітня 1984 року.
Тіссеранів параметр щодо Юпітера — 3,699.